# Fluorid molybdenový
Fluorid molybdenový je anorganická sloučenina se vzorcem MoF6. Je to nejvyšší fluorid molybdenu. Jedná se o bezbarvou pevnou látku, která taje těsně pod pokojovou teplotou a vře při 34 °C. Je to jeden ze sedmnácti známých binárních hexafluoridů.

## Syntéza
Fluorid molybdenový se vyrábí přímou reakcí kovového molybdenu s nadbytkem plynného fluoru:
Mo + 3 F2 → MoF6
Obvyklými nečistotami jsou MoO2F2 a MoOF4, které odrážejí sklon hexafluoridu k hydrolýze.

## Popis
Při teplotě −140 °C krystalizuje v kosočtverečné prostorové grupě Pnma. Mřížkové parametry jsou a = 9,394 Å, b = 8,543 Å a c =4,959 Å. Atomy fluoru jsou uspořádány v hexagonálním těsném uspořádání.
V kapalné a plynné fázi má MoF6 osmistěnnou molekulovou geometrii s bodovou grupou Oh. Délka vazby Mo-F je 1,817 Å.

## Použití
Fluorid molybdenový má jen málo využití. V jaderném průmyslu se vyskytuje jako nečistota ve fluoridu uranovém, protože molybden je produktem štěpení uranu. Je také nečistotou ve fluoridu wolframovém, který se používá v polovodičovém průmyslu. MoF6 lze odstranit redukcí směsi WF6-MoF6s ,například, jodovodíkem při mírně zvýšené teplotě.